# Среднекушкетское сельское поселение
Среднекушкетское се́льское поселе́ние — муниципальное образование в Балтасинском районе Татарстана Российской Федерации.
Административный центр — село Тюнтер.

## История
Статус и границы сельского поселения установлены Законом Республики Татарстан от 31 января 2005 года № 49-ЗРТ «Об установлении границ территорий и статусе муниципального образования "Балтасинский муниципальный район" и муниципальных образований в его составе».

## Население
| 2010  | 2011  | 2012  | 2013  | 2014  | 2015  | 2016  |
| ----- | ----- | ----- | ----- | ----- | ----- | ----- |
| 1134  | ↘1133 | →1133 | ↘1116 | ↘1108 | ↘1102 | →1102 |
| 2017  | 2018  |       |       |       |       |       |
| ↘1098 | ↘1093 |       |       |       |       |       |

## Состав сельского поселения
| № | Населённый пункт | Тип населённого пункта       | Население |
| - | ---------------- | ---------------------------- | --------- |
| 1 | Пор-Кутеш        | деревня                      |           |
| 2 | Сала-Кушкет      | деревня                      |           |
| 3 | Средний Кушкет   | село                         |           |
| 4 | Тюнтер           | село, административный центр |           |